# Itzcuintepotzohtli
El Itzcuintlipotzotli es una criatura misteriosa, objeto de interés entre criptozoólogos, naturalistas —por ejemplo, Alexander Humboldt o Georges-Louis Leclerc de Buffon—, cinólogos, antropólogos e investigadores de mitología.  A principios del siglo XX comenzó a adquirir nuevamente un significado simbólico nacional en México.

## Origen del nombre
La palabra itzcuintlipotzotli proviene del idioma náhuatl, pero los eruditos anteriores al siglo XX que no conocían el idioma a menudo lo escribían mal (ver abajo, sección Distorsiones). Éste término consta de los siguientes morfemas:
• itzcuint, "perro" en náhuatl.  Este morfema se suele utilizar en los nombres de diversas razas de perros presentes en la cultura precolombina, por ejemplo xoloitzcuintle.
• -tepotzot significa "joroba".

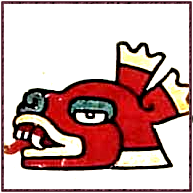
Glifo de perro (itzcuin-tli) del Códice Laud azteca del siglo XVI

• -tli- es un infijo absolutivo que en náhuatl indica una afiliación o característica, y cuando se combina con los morfemas anteriores crea un término que se traduce libremente como "perro jorobado".

## Descripción de la criatura

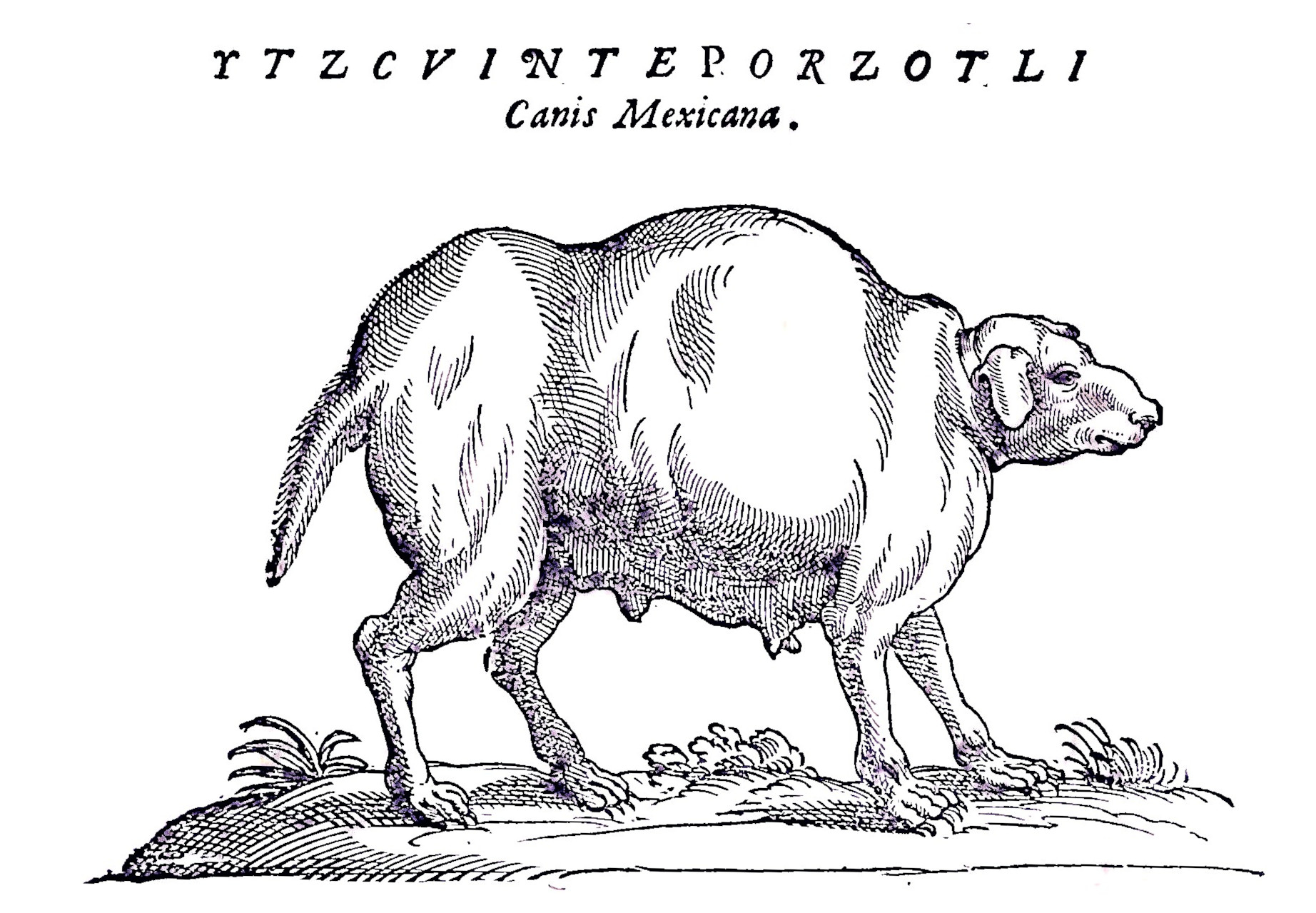
Grabado original de itzcuintlipotzotli de la obra Tesauro Novae Hispaniae

Fue mencionada por primera vez en 1651 por Francisco Hernández de Toledo en su Tesauro Rerum medicarum Novae Hispaniae,  Fue recordada nuevamente en 1780 gracias al libro Historia Antigua de México del jesuita Francisco Javier Clavijero.  El animal habría vivido en una zona habitada por los indios tarascos en el estado de Michoacán, en el poniente mejicano. Descartado como caricatura en la década de 1960, en realidad podría ilustrar un fenotipo asociado con mutaciones en el gen que codifica la miostatina.  Como describieron más tarde este animal los cinólogos alemanes:

De su torpe e indudablemente distorsionado dibujo [de Francisco], y de unas pocas palabras que lo explican, vemos que era un perro completamente lampiño, de piel gruesa, caracterizado por una cabeza relativamente pequeña, unas orejas bastante largas, anchas y casi completamente caídas, un cuello muy corto y una espalda fuertemente curvada, dando la impresión de joroba. La cola era más bien corta y caída, y el número de pezones era de sólo seis. El color de la piel era amarillo rojizo con manchas negras, pero el hocico, la frente, los ojos, las patas y la cola eran blanquecinos.

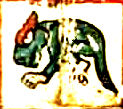
Perro de culto del séquito del dios de la muerte Mictlanteuctli, patrón del décimo día del mes: el perro (itzcuintli), del Códice Fejérváry-Mayer

Una mención posterior de itzcuintlipotzotli proviene de un libro publicado en 1843, Vida en México, de la escocesa Madame Calderón de la Barca, que describe un animal muerto colgado de un gancho en la puerta de una posada en el Valle de Guajimalco:

En un gancho cerca de la entrada colgaba, junto con otros animales muertos, turones, comadrejas, etc., la criatura más fea que jamás había visto. Parecía una especie de perro, con joroba, cabeza de lobo y sin cuello: un verdadero monstruo. Por lo que pienso, debe haber sido itzcuintlipotzotli, mencionado por algunos viejos escritores mexicanos. La gente lo trajo a [esta] casa y lo mató por su ferocidad. Esta posada se levanta en el valle de Guajimalco y está a una legua del camino del Desierto.

## Distorsiones del nombre náhuat
Debido al desconocimiento del idioma, en la literatura alemana, española o inglesa el nombre itzcuintlipotzotli a menudo se torcía como "yzi-cuinte potzotli", "itzcuintepotzotli", "ytzeuinte porzotli", "itzeuinte potzotli", "itzcuinte-potzoli", o el ya mentado perro mechoacanense (de Michoacán), etc.

## Papel en las culturas mexicanas
De 1980 a 1982 se realizaron excavaciones en la antigua ciudad de Tula, en el estado mexicano de Hidalgo, concentradas en la parte norte de la Plaza Charnay, también llamada Área del Museo. Las excavaciones en Tula no arrojaron pruebas definitivas de la existencia del itzcuintlipotzotli, pero sí el descubrimiento de una raza única conocida como „Adulto, tipo III”, caracterizado por extremidades significativamente más cortas (30% más cortas que el típico perro centroamericano), con una cabeza y un cuerpo ligeramente más pequeños que los del tipo I, fomentando una mayor investigación sobre esta intrigante posibilidad. El hallazgo más importante de las excavaciones de Tula fue el descubrimiento del papel de los perros en las prácticas funerarias: se encontraron perros de diversas edades, sexos y razas sepultos con personas, lo que sugiere su importancia en los rituales relacionados con la muerte y el más allá. Curiosamente, tales prácticas sólo se observaron en la historia temprana de Tula, entre 650 y 750 d. C., lo que puede reflejar la herencia cultural de las personas que emigraron desde la costa occidental o noroeste de Mesoamérica en ése momento.
El nombre de la raza canina xoloitzcuintle, donde la raíz xolo significa "deformidad" o "monstruosidad", habla de su "anormalidad", también por su falta de pelo y la aparición de cachorros con y sin pelo en una misma camada.  Este énfasis en la "irregularidad" del xoloitzcuintli resuena con la joroba que define al itzcuintepotzoli; ambos perros fueron considerados atípicos, creando así un significado simbólico en las culturas de antes del Descubrimiento.  A principios del siglo XX, hubo un resurgimiento del interés en el itzcuintlipotzotli, ya que a menudo se lo asociaba con el xoloitzcuintli, una raza de perro sin pelo que se convirtió en un símbolo de la identidad nacional mejicana durante este período; aunque la existencia del itzcuintlipotzotli no estaba demostrada, su descripción en fuentes históricas contribuyó al redescubrimiento y promoción de los "perros de pura raza mexicana" ( cuintli ) sin pelo, como símbolo de la herencia indígena.